# Саломатова
Салома́това (рос. Саломатова) — присілок у складі Шатровського району Курганської області, Росія. Входить до складу Шатровської сільської ради.
Населення — 174 особи (2010, 234 у 2002).
Національний склад станом на 2002 рік: росіяни — 100 %.